# Craig (Colorado)
Craig é uma cidade localizada no estado americano do Colorado, no Condado de Moffat.

## Demografia
Segundo o censo americano de 2000, a sua população era de 9189 habitantes.
Em 2006, foi estimada uma população de 9251, um aumento de 62 (0.7%).

## Geografia
De acordo com o United States Census Bureau tem uma área de 12,6 km², dos quais 12,6 km² cobertos por terra e 0,0 km² cobertos por água. Craig localiza-se a aproximadamente 1889 m acima do nível do mar.

## Localidades na vizinhança
O diagrama seguinte representa as localidades num raio de 64 km ao redor de Craig.